# 2021년 SSG 랜더스 시즌
2021년 SSG 랜더스 시즌은 SSG 랜더스가 KBO 리그에 참가한 첫 시즌으로, SK 와이번스 시절까지 합하면 22번째 시즌이다. 김원형 감독이 팀을 이끈 첫 시즌이며, 이재원이 주장을 맡았다. 팀은 선발투수들의 잇따른 부상 이탈로 인한 투수진 과부하로 5위 싸움에서 밀려 10팀 중 5위에 0.5경기 차 뒤진 6위를 기록해 포스트시즌 진출에 실패했다.
NO LIMITS, AMAZING LANDERS

## 프런트
- 사장: 민경삼
- 단장: 류선규
- 데이터분석실장: 김정준
- 원정전력분석원: 채병용
- 스카우트: 손차훈, 정진식

## 코치
- 수석/수비코치: 김민재
- 메인 투수코치: 조웅천
- 불펜코치: 이대진, 제춘모
- 외국인 투수 전담 투수코치: 나이트
- 타격코치: 이진영, 홍세완
- 수비코치: 손지환
- 1루 작전/주루코치: 조동화
- 3루 작전/주루코치: 전형도
- 배터리코치: 세리자와, 최경철
- 벤치코치: 조원우
- 컨디셔닝코치: 박창민, 이형삼, 고윤형, 길강남
- 타격·수비 코디네이터: 플레처

## 타이틀
- 일간스포츠 선정 프로야구 40주년 기념 포지션별 올스타: 최정 (3루수)
- 한국갤럽 선정 올해를 빛낸 스포츠스타 6위: 추신수
- 도쿄 올림픽 국가대표: 최주환
- WBSC U-23 야구 월드컵 국가대표: 김건우, 조형우, 고명준
- KBO 골든글러브: 최정 (3루수)
- 일구대상: 정용진
- 올스타 선정: 추신수 (외야수)
- 홈런: 최정 (35)
- 사구: 최정 (22)
- 희생번트: 박성한 (12)
- 희생플라이: 최정 (12)
- 순장타율: 최정 (0.284)
- 피안타율: 폰트 (0.211)
- 구원승: 서진용 (7)
- 사랑의 골든글러브: 추신수
- 리얼글러브: 최정 (3루수), 최지훈 (외야수)
- 조아제약 프로야구대상 선행조아상: 추신수
- 스포츠서울 올해의 공로상: 정용진
- 스포츠서울 올해의 특별상: 추신수
- 웰컴톱랭킹 10월 타자부문 1위: 추신수
- 5월 쉘힐릭스플레이어: 최정
- 한국갤럽 선정 가장 좋아하는 한국인 야구선수 1위: 추신수
- 동국대학교 스포츠매거진 다르마 선정 동국대 올스타: 박희수 (마무리투수)
- 컴투스프로야구 SSG 랜더스 베스트 라인업: 박성한 (유격수)
- 컴투스프로야구2022 타이틀홀더 라인업: 폰트 (선발투수), 추신수 (지명타자)
- 개막전 선발투수: 르위키
- 연봉: 추신수 (27억)

### 퓨처스리그
- 북부리그 출장(투수): 이채호 (33)
- 북부리그 세이브: 조요한 (8)
- 퓨처스리그 플레이어스 초이스 투수상: 조요한
- 퓨처스리그 플레이어스 초이스 야수상: 김규남

## 선수단

### 선발투수
| 이름     | 경기 | 이닝  | 승 | 패 | 세이브 | 홀드 | ERA   |
| 폰트     | 26   | 145.2 | 8  | 5  | 0      | 0    | 3.46  |
| 박종훈   | 9    | 54.1  | 4  | 2  | 0      | 0    | 2.82  |
| 문승원   | 9    | 50.1  | 2  | 2  | 0      | 0    | 2.86  |
| 가빌리오 | 15   | 81.1  | 6  | 4  | 0      | 0    | 5.86  |
| 르위키   | 4    | 14.1  | 1  | 0  | 0      | 0    | 3.77  |
| 김건우   | 6    | 11    | 0  | 1  | 0      | 0    | 4.91  |
| 정수민   | 10   | 30.1  | 1  | 2  | 0      | 0    | 6.82  |
| 양선률   | 1    | 1     | 0  | 1  | 0      | 0    | 27.00 |
| 오원석   | 33   | 110   | 7  | 6  | 0      | 2    | 5.89  |
| 조병현   | 3    | 6.2   | 0  | 0  | 0      | 0    | 8.10  |
| 김사윤   | 6    | 17.1  | 0  | 1  | 0      | 0    | 9.87  |
| 이건욱   | 5    | 12.2  | 0  | 1  | 0      | 0    | 11.37 |

### 구원투수
| 이름   | 경기 | 이닝  | 승 | 패 | 세이브 | 홀드 | ERA   |
| 김택형 | 59   | 75.1  | 5  | 1  | 7      | 4    | 2.39  |
| 장지훈 | 60   | 80.1  | 2  | 5  | 1      | 10   | 3.92  |
| 서진용 | 65   | 67.1  | 7  | 5  | 9      | 3    | 3.34  |
| 김태훈 | 65   | 58    | 2  | 4  | 1      | 16   | 4.97  |
| 이태양 | 40   | 103.2 | 5  | 10 | 0      | 4    | 5.73  |
| 박민호 | 40   | 41    | 4  | 0  | 0      | 5    | 3.95  |
| 최민준 | 38   | 86    | 3  | 3  | 0      | 4    | 5.86  |
| 김상수 | 50   | 58.1  | 4  | 3  | 6      | 5    | 5.09  |
| 조이현 | 30   | 66.2  | 4  | 8  | 1      | 0    | 5.67  |
| 하재훈 | 18   | 18    | 1  | 0  | 0      | 2    | 4.00  |
| 서동민 | 20   | 26.1  | 0  | 0  | 0      | 0    | 5.13  |
| 신재웅 | 8    | 8.1   | 0  | 0  | 0      | 0    | 4.32  |
| 조요한 | 6    | 7     | 0  | 0  | 0      | 1    | 7.71  |
| 정영일 | 1    | 2     | 0  | 0  | 0      | 0    | 9.00  |
| 이채호 | 3    | 5     | 0  | 0  | 0      | 0    | 7.20  |
| 김세현 | 5    | 4.1   | 0  | 0  | 0      | 0    | 10.38 |

### 마무리투수
| 이름   | 경기 | 이닝 | 승 | 패 | 세이브 | 홀드 | ERA   |
| 김주온 | 2    | 2    | 0  | 0  | 0      | 0    | 0.00  |
| 정동윤 | 1    | 2    | 0  | 0  | 0      | 0    | 0.00  |
| 신재영 | 20   | 28.1 | 0  | 0  | 0      | 0    | 5.72  |
| 강지광 | 1    | 1    | 0  | 0  | 0      | 0    | 36.00 |

### 포수
| 이름   | 경기 | 타석 | 득점 | 안타 | 홈런 | 타점 | 도루 | 타율 | OPS  |
| 이재원 | 107  | 313  | 29   | 76   | 3    | 30   | 0    | .280 | .720 |
| 이현석 | 39   | 89   | 7    | 21   | 4    | 19   | 0    | .266 | .783 |
| 이흥련 | 90   | 146  | 15   | 30   | 3    | 14   | 0    | .236 | .657 |
| 정상호 | 3    | 3    | 0    | 0    | 0    | 0    | 0    | .000 | .000 |

### 1루수
| 이름        | 경기 | 타석 | 득점 | 안타 | 홈런 | 타점 | 도루 | 타율 | OPS  |
| 제이미 로맥 | 107  | 421  | 55   | 80   | 20   | 52   | 1    | .225 | .765 |
| 오태곤      | 122  | 253  | 47   | 63   | 9    | 35   | 9    | .268 | .739 |
| 남태혁      | 12   | 22   | 2    | 6    | 1    | 4    | 0    | .300 | .864 |

### 2루수
| 이름   | 경기 | 타석 | 득점 | 안타 | 홈런 | 타점 | 도루 | 타율 | OPS  |
| 최주환 | 116  | 470  | 50   | 104  | 18   | 67   | 2    | .256 | .782 |
| 김성현 | 110  | 274  | 27   | 67   | 6    | 37   | 5    | .283 | .778 |
| 최항   | 34   | 79   | 5    | 19   | 0    | 7    | 1    | .275 | .680 |
| 안상현 | 37   | 40   | 9    | 10   | 1    | 4    | 3    | .256 | .660 |

### 유격수
| 이름   | 경기 | 타석 | 득점 | 안타 | 홈런 | 타점 | 도루 | 타율 | OPS  |
| 박성한 | 135  | 471  | 53   | 123  | 4    | 44   | 12   | .302 | .765 |

### 3루수
| 이름   | 경기 | 타석 | 득점 | 안타 | 홈런 | 타점 | 도루 | 타율 | OPS  |
| 최정   | 134  | 555  | 92   | 121  | 35   | 100  | 8    | .278 | .972 |
| 김찬형 | 71   | 135  | 18   | 22   | 2    | 6    | 0    | .200 | .616 |
| 정현   | 12   | 29   | 5    | 4    | 0    | 0    | 0    | .190 | .656 |

### 좌익수
| 이름   | 경기 | 타석 | 득점 | 안타 | 홈런 | 타점 | 도루 | 타율 | OPS  |
| 이정범 | 19   | 66   | 8    | 15   | 3    | 9    | 0    | .254 | .808 |
| 김규남 | 4    | 7    | 0    | 0    | 0    | 0    | 0    | .000 | .000 |
| 고종욱 | 88   | 199  | 25   | 48   | 2    | 18   | 2    | .267 | .651 |
| 김창평 | 40   | 28   | 6    | 2    | 0    | 1    | 2    | .080 | .195 |
| 정의윤 | 62   | 178  | 21   | 38   | 7    | 24   | 0    | .230 | .645 |

### 중견수
| 이름   | 경기 | 타석 | 득점 | 안타 | 홈런 | 타점 | 도루 | 타율 | OPS  |
| 최지훈 | 136  | 534  | 75   | 121  | 5    | 45   | 26   | .262 | .705 |
| 김강민 | 122  | 260  | 43   | 53   | 8    | 27   | 3    | .238 | .735 |
| 정진기 | 2    | 7    | 0    | 0    | 0    | 0    | 0    | .000 | .000 |

### 우익수
| 이름   | 경기 | 타석 | 득점 | 안타 | 홈런 | 타점 | 도루 | 타율 | OPS  |
| 한유섬 | 135  | 519  | 71   | 123  | 31   | 95   | 1    | .278 | .907 |
| 유서준 | 6    | 2    | 1    | 0    | 0    | 0    | 0    | .000 | .000 |

### 지명타자
| 이름   | 경기 | 타석 | 득점 | 안타 | 홈런 | 타점 | 도루 | 타율 | OPS  |
| 추신수 | 137  | 580  | 84   | 122  | 21   | 69   | 25   | .265 | .860 |
| 오준혁 | 26   | 50   | 7    | 10   | 2    | 5    | 0    | .217 | .671 |
| 고명준 | 3    | 5    | 0    | 0    | 0    | 0    | 0    | .000 | .000 |

## 응원단
- 응원단장: 정영석
- 장내 아나운서: 곽수산
- 탑 아나운서: 김지훈

## 선수 이동

### 영입
- 추신수 (자유계약 / 우익수 / 텍사스 레인저스)
- 김상수 (트레이드 / 구원투수 / 키움)
- 김찬형 (트레이드 / 유격수 / NC)
- 김건우 (신인드래프트 1차 / 선발투수)
- 조형우 (신인드래프트 2차 1라운드 / 포수)
- 고명준 (신인드래프트 2차 2라운드 / 3루수)
- 조병현 (신인드래프트 2차 3라운드 / 구원투수)
- 장지훈 (신인드래프트 2차 4라운드 / 구원투수)
- 박정빈 (신인드래프트 2차 5라운드 / 중견수)
- 박형준 (신인드래프트 2차 6라운드 / 좌익수)
- 조요한 (신인드래프트 2차 7라운드 / 구원투수)
- 장우준 (신인드래프트 2차 8라운드 / 구원투수)
- 박제범 (신인드래프트 2차 9라운드 / 포수)
- 권혁찬 (신인드래프트 2차 10라운드 / 포수)
- 폰트 (자유선발 / 구원투수 / 토론토 블루제이스)
- 르위키 (자유선발 / 마무리투수)
- 가빌리오 (자유선발 / 구원투수 / 라운드 락 익스프레스)
- 노경은 (방출 선수 영입 / 구원투수)
- 김재현 (방출 선수 영입 / 유격수)
- 한두솔 (방출 선수 영입 / 구원투수)
- 신재영 (독립리그 영입 / 선발투수 / 시흥 울브스)

### 이적
- 정진기 (트레이드 / 우익수 / NC)
- 정현 (트레이드 / 유격수 / NC)

### 입대
- 김주한 (구원투수 / 상무)
- 백승건 (구원투수 / 상무)
- 최준우 (2루수 / 상무)
- 김찬형 (유격수 / 상무)
- 이재성 (선발투수 / 현역)
- 양선률 (선발투수 / 현역)
- 채현우 (좌익수 / 사회복무요원)

### 전역
- 안상현 (2루수 / 상무)
- 김규남 (좌익수 / 상무)

### 방출
- 르위키 (선발투수)
- 고종욱 (좌익수) => KIA 타이거즈 입단
- 로맥 (1루수) => GREAT LAKE CANADIANS 퍼포먼스 디렉터 부임
- 가빌리오 (선발투수) => 오클라호마 시티 다저스 입단
- 강지광 (우익수)
- 김찬호 (구원투수)
- 김표승 (구원투수)
- 신재웅 (구원투수) => LG 트윈스 잔류군 투수코치 부임
- 정수민 (구원투수) => 김해엔젤스 리틀야구단 코치 부임
- 정영일 (구원투수) => 은퇴
- 최경태 (구원투수) => 은퇴
- 허웅 (구원투수)
- 정상호 (포수) => SSG 랜더스 퓨처스팀 재활코치 부임
- 권혁찬 (2루수) => 화성 코리요 입단
- 최수빈 (유격수) => 연천 미라클 입단
- 김경호 (좌익수) => 은퇴
- 이재록 (중견수)
- 정의윤 (좌익수)
- 김세현 (구원투수) => 은퇴
- 남태혁 (지명타자)

## 특이 사항
| 이름                       | 기록                                                           | 비고                         |
| -------------------------- | -------------------------------------------------------------- | ---------------------------- |
| 인천 SK행복드림구장        | 홈구장명 변경                                                  | 바뀐 명칭: 인천SSG랜더스필드 |
| 강화 SSG 퓨처스필드        | 2군 홈구장명 변경                                              | 구 SK 퓨처스파크             |
| 르위키                     | SSG 랜더스의 첫 등판 투수 SSG 랜더스의 첫 승리 투수            | 4월 4일 (vs 롯데)            |
| 최지훈                     | SSG 랜더스의 첫 타석 소화                                      | 4월 4일 (vs 롯데)            |
| 김태훈                     | SSG 랜더스의 첫 홀드                                           | 4월 4일 (vs 롯데)            |
| 김상수                     | SSG 랜더스의 첫 세이브                                         | 4월 4일 (vs 롯데)            |
| 폰트                       | SSG 랜더스의 첫 패전 투수                                      | 4월 7일 (vs 한화)            |
| 신재영                     | 가평 웨일스의 첫 프로 진출 선수                                | 6월 7일                      |
| 최정, 한유섬, 로맥, 정의윤 | KBO 리그 사상 최다 타자 연속 홈런                              | 6월 19일 (vs 한화)           |
| 박정권                     | SSG 랜더스의 첫 은퇴식                                         | 10월 2일                     |
| 채병용                     | 은퇴식                                                         | 10월 3일                     |
| 로맥                       | KBO 리그 역대 외국인 내야수 통산 최다 선발 출장, 최다 수비이닝 | 497경기 4304이닝             |
| 로맥                       | 구단 사상 첫 외국인 선수 은퇴식                                | 11월 3일                     |
| 문승원, 박종훈             | KBO 리그 사상 첫 비FA 다년계약                                 | 12월 14일                    |
| 랜디                       | 마스코트 교체                                                  |                              |
| SSG 랜더스                 | KBO 리그 사상 단일 시즌 최다 무승부                            | 14무                         |
| 추신수                     | KBO 리그 내 연봉 1위                                           | 27억                         |
| 정상호                     | KBO 리그 통산 3000타석 미만 타자 중 통산 최다 삼진             | 697삼진                      |

## 같이 보기
- 2022년 SSG 랜더스 시즌